# Halvard Hanevold
Halvard Hanevold (Askim, 3 december 1969 – 3 september 2019) was een Noorse biatleet.
Halvard Hanevold was een van de meest succesvolle biatleten uit de jaren negentig en tevens in de eerste jaren van de 21e eeuw. Samen met Ole Einar Bjørndalen behoorde hij tot een nieuwe lichting jonge biatleten die hun intrede in de sport maakten halverwege de jaren negentig en met name tijdens de Olympische Winterspelen 1994 in Lillehammer.
Tijdens die Spelen kon Hanevold nog geen medailles winnen, maar het jaar daaropvolgend werden de Noren in de estafette wereldkampioen. Hanevold behaalde deze prestatie in samenwerking met Dag Bjørndalen, Frode Andresen en Jon Åge Tyldum. Vanaf 1996 tot en met 2006 stond hij ieder jaar in de top 30 van het wereldbekerklassement, met een vierde plaats in 2004 als hoogste notering.
In 1998 tijdens een wedstrijd in Rasen-Antholz behaalde hij zijn eerste wereldbekeroverwinning. Twee maanden later won hij tijdens de Olympische Winterspelen 1998 verrassend olympisch goud op de 20 kilometer individueel, waarbij hij in de slotronde de Italiaan Pier Alberto Cararra te slim af was. Een week later behaalde hij met de Noorse estafetteploeg zijn tweede olympische medaille, de zilveren. Het succesvolle seizoen werd afgesloten met de wereldtitel estafette, die hij bewerkstelligde met onder anderen Ole Einar Bjørndalen.
Tussen 1998 en 2002 behaalde Hanevold vijf wereldbekerzeges. Op de Olympische Winterspelen 2002 won hij met de Noorse estafetteploeg olympisch goud onder leiding van Ole Einar Bjørndalen die in totaal vier gouden medailles wist te winnen. In 2003 werd hij wereldkampioen op de 20 kilometer individueel.
In 2004 behaalde hij twee achtereenvolgende wereldbekerzeges en stond hij in totaal vijfmaal op het podium. Bij de wereldkampioenschappen werd opnieuw met de estafette zilver behaald. Een jaar later werd die prestatie verbeterd en werd de kleur goud. Deze titel behaalde hij met Ole Einar Bjørndalen, Stian Eckhoff en Egil Gjelland.
Ook bij de Olympische Winterspelen 2006 viel Hanevold in de prijzen. Tijdens de eerste dag van de Spelen eindigde hij als derde op de 20 kilometer individueel en moest hij Michael Greis en Ole Einar Bjørndalen voorlaten. Enkele dagen later legde hij nog beslag op het zilver tijdens de sprintwedstrijd over 10 kilometer. Hanevold bleef net als Sven Fischer foutloos, maar de Duitser was sneller in het langlaufen.
Bij de Olympische Winterspelen 2010 in Vancouver won Hanevold opnieuw goud met het Noorse estafette-team. Dit team bestond naast hemzelf uit Bø, Svendsen en O. Bjørndalen.
- Olympische Winterspelen 1998: 1× goud (individueel), 1× zilver (estafette)
- Olympische Winterspelen 2002: 1× goud (estafette)
- Olympische Winterspelen 2006: 1× zilver (sprint), 1× brons (individueel)
- Olympische Winterspelen 2010: 1× goud (estafette)

Hij beëindigde zijn carrière na het seizoen 2009-10 en overleed op 49-jarige leeftijd.